# МР-12

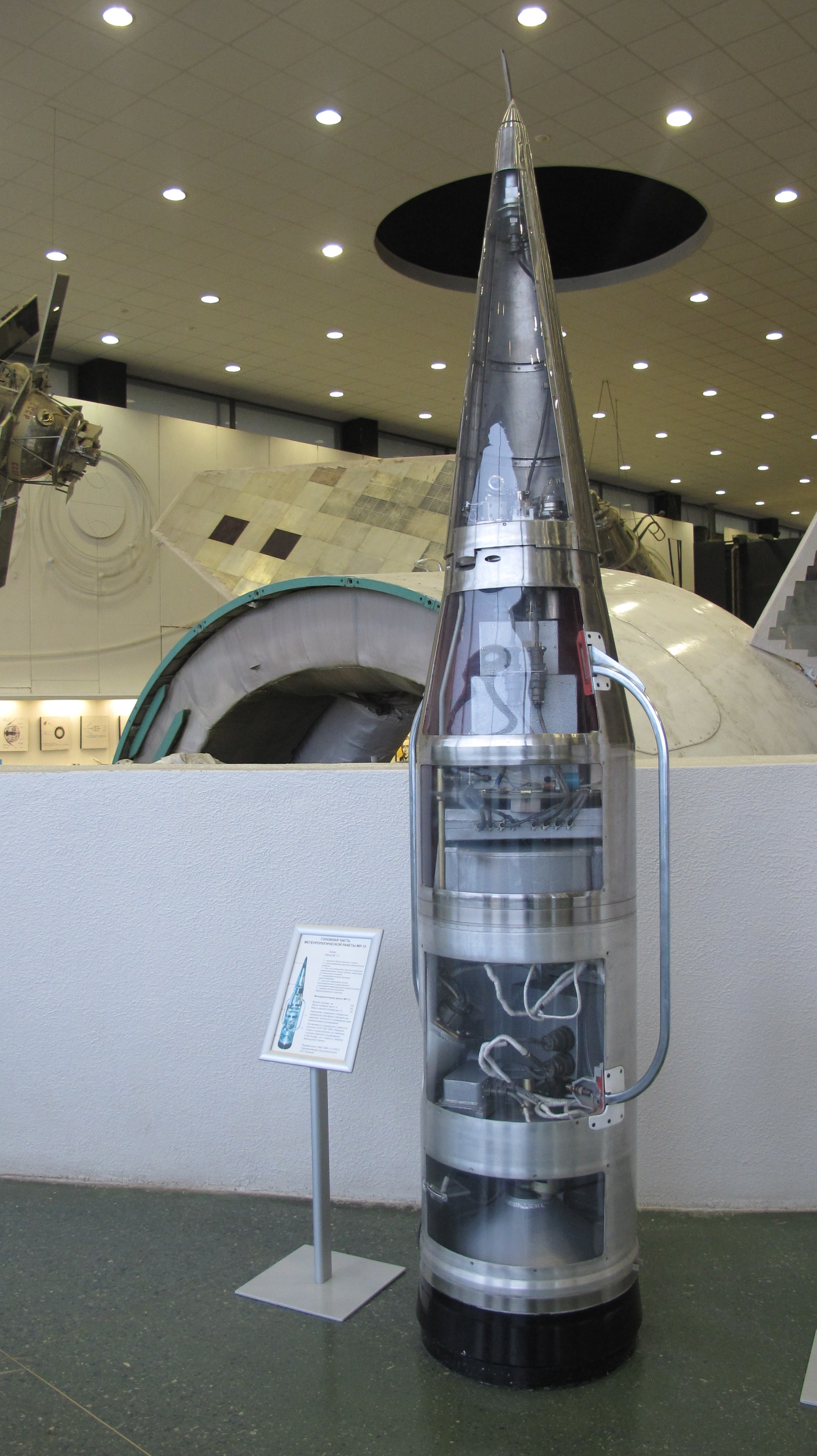
Головная часть ракеты МР-12 (в разрезе)

МР-12 (Д-75, Д-75М, Д-75МГ, М-175) — советская одноступенчатая твердотопливная метеорологическая ракета. Высота подъёма до 180 км и активное использование в геофизических исследованиях позволяет отнести её также к классу геофизических ракет.
Имела также две модификации МР-20 и МР-25 (М-250), с увеличенной до 230—250 км высотой подъёма.

## История создания
Разработана в ОКБ-9 завода «Уралмаш» (г.Свердловск). Главный конструктор генерал-лейтенант-инженер Ф. Ф. Петров. Ведущий конструктор Виктор Петрович Тесленко. В её создании участвовал также Голубев Владимир Алексеевич. Прототипом послужила управляемая тактическая ракета Д-200 (3М1 «Онега») класса земля-земля с дальностью 50-70 км, не принятая на вооружение. На её базе по заказу ЦАО, выданному в конце 1959 года, была разработана твердотопливная метеорологическая ракета Д-75. Высота подъёма по первоначальному техническому заданию должна была составить 120 км. Отсюда и второе название МР-12. Однако реальная высота подъёма ракеты составила 150—180 км.
В связи с передачей ракетной тематики из ОКБ-9 завода «Уралмаш» в ОКБ-8 завода им. Калинина (Свердловск), курирование разработки МР-12 с 1963 г. было возложено на Институт прикладной геофизики (ИПГ). Разработка этой ракеты была завершена к 1965 г.
В состав каждого комплекса кроме твердотопливных ракет входили пусковые установки, контрольно-пусковое и вспомогательное оборудование, радиолокационные и радиотелеметрические станции приема траекторной и научной информации с борта ракет в полёте.
Дальнейшую доработку и эксплуатацию этой ракеты осуществляло научно-производственное объединение «Тайфун» (А. А. Шидловский).
Производились МР-12 на Петропавловском заводе тяжёлого машиностроения в Казахстане.
Иван Петрович Ракосей руководил установкой пусковых ракетных комплексов на НИС «Профессор Визе» на судостроительном заводе. Проводил пуски в первом рейсе первого в СССР научного судна-ракетоносца в 1968 г. В качестве ведущего конструктора и технического руководителя, Иван Петрович проводил разработку и эксплуатацию контрольно-пусковой аппаратуры и систем электроавтоматики высотных ракетных метеорологических комплексов МР-12 и МР-25; полезных нагрузок ракет Д-75М, Д-75МГ, М-175, М-250; судовых пусковых комплексов Д-78 и КС-52.
На протяжении всего срока эксплуатации комплекса МР-12 непрерывно возрастали требования ученых и исследователей к качеству и объёму бортовых измерений, что вызывало усложнение и совершенствование его конструкции. Для проведения отработки моделей элементов ракетно-космической техники и ракетных исследований и было разработано более 50 типов головных частей и уникальных блоков научной аппаратуры. В начале 60-х годов конструкция головной части ракеты позволяла размещать на её борту не более одного прибора для измерения параметров окружающей среды. В начале 90-х годов конструкция головной части уже обеспечивала размещение 10-15 научных приборов, разделение измерительных модулей в полете и спасение (приземление) одного из измерительных модулей с образцами-свидетелями. Учеными и конструкторами НПО «Тайфун» была создана универсальная головная часть, способная функционировать с различными типами блоков научной аппаратуры на различных ракетах серии МР. Это в значительной мере обеспечило мировой приоритет отечественных ракетных исследований верхней атмосферы Земли.

## Описание
МР-12 это неуправляемая одноступенчатая твердотопливная ракета с аэродинамическими стабилизаторами. Корпус двигателя представляет собой сварную трубу, закрытую сверху съёмным дном (крышкой); на нижнем дне закреплено сопло. Нижняя часть корпуса длиной 1300 миллиметров термически изолирована. Используемый в 1960-е годы баллиститный порох обусловил применение вкладных зарядов. Шашки имеют форму трубки с диаметром внутреннего канала 100 миллиметров и состоят из двух сегментов, соединённых эластичной прокладкой.
Пуск производится по траектории, близкой к вертикали, из стартовой установки со спиральными направляющими, придающими ракете вращение вокруг её продольной оси. Вращение позволяет исключить влияние асимметрии тяги двигателей и аэродинамики корпуса ракеты на траекторию полёта. Увеличение этого вращения до 320 оборотов в минуту обеспечивается наклонением двух поворотных плоских стабилизаторов, расположенных на противоположных сторонах ракеты. Угол их отклонения устанавливается в зависимости от массы головной части.

## Технические характеристики ракет МР-12,МР-20и МР-25
| Полная масса                   | 1485…1620 кг  |
| Тяга двигателя                 | 10360 кгс     |
| Время работы РДТТ              | 21±3 с        |
| Удельный импульс топлива       | 205 с         |
| Максимальная осевая перегрузка | до 23 g       |
| Скорость вращения              | до 320 об/мин |
| Масса головной части           | 122—280 кг    |
| Масса целевой аппаратуры       | 50-100 кг     |
| Длина (полная)                 | 8770…10370 мм |
| Калибр                         | 450 мм        |
| Высота подъёма                 | 120—180 км    |

## Пуски
Осенью 1961 и 1962 года ВС СССР провели серию ядерных испытаний в ближнем космосе (операции К-1-К-5). В операциях «К-3» и «К-4» осенью 1962 года использовались по четыре ракеты МР-12. Одни из них оснащались средствами регистрации характеристик рентгеновского излучения, другие — нейтронного потока, третьи — электронных концентраций (зондами Ленгмюра). Запуск ракет производился в такой момент, при котором обеспечивалось нахождение ракет в момент ядерного взрыва в верхней точке траектории (130—140 км).
Пуски ракет МР-12 в операциях «К-3» и «К-4» были проведены в назначенное время и по назначенным траекториям. Аппаратура для рентгеновских и нейтронных измерений в дальней зоне взрывов (на расстояниях ~200 км от точки взрыва), установленная в спасаемых контейнерах, позволила получить информацию о параметрах этих излучений, которая дополнила данные измерений в ближней зоне.
Были созданы 4 стартовых комплекса: на полигоне «Капустин Яр» под Волгоградом, на острове Хейса в архипелаге Земля Франца-Иосифа, на полигоне Эмба (Казахстан) и на научно-исследовательских судах Гидрометслужбы СССР «Профессор Зубов» и «Профессор Визе».
В начале 70-х годов перед конструкторами-ракетчиками Гидрометслужбы была поставлена задача — разработать основные элементы спасения спускаемого аппарата для посадки на поверхность Марса. Эти элементы были разработаны, испытаны в экспериментах на ракетах МР-12 и обеспечили успешные посадки спускаемых аппаратов на Марс. Иван Петрович Ракосей был в ЦКБ ГМП ведущим конструктором темы «Лётные испытания систем спасения (мягкой посадки) космических аппаратов для полётов на другие планеты (создание и внедрение нового метода испытаний систем спасения аппаратов для полёта на Марс М-71 и М-73)».
С помощью исследовательских ракет были изучены яркостные характеристики атмосферы Земли для учета её влияния на работу систем астрокоррекции космических аппаратов при управлении ракетно-космической техникой.
Иван Петрович Ракосей проводил пуски в первом рейсе первого в СССР научного судна-ракетоносца НИС «Профессор Визе» в 1968 году, был техническим руководителем 3-х уникальных комплексных экспериментов «Солнце-Атмосфера» в 1971, 1973 и 1976 годах (запуски свыше 60 высотных исследовательских ракет Д-75 МГ в различных геофизических условиях).
С 1967 по 1987 год на станции ракетного зондирования «Волгоград» c целью измерения ветра в верхней атмосфере методом искусственных светящихся облаков проведено около 30 пусков ракет МР-12. В период с 1968 по 1980 год на острове Хейса (80°37' с.ш., 58°03' в.д.) было осуществлено около 60 пусков ракет с образованием ИСО. Часть из них проводилась в рамках франко-советских исследований.
В период с 1966 по 1992 год на высотах 100—240 км получены данные по составу верхней атмосферы с помощью радиочастотных масс-спектрометров, установленных на российских метеорологических ракетах МР-12 и МР-20, а также по программам международного сотрудничества на индийских ракетах Centaure и французских Dragon IIB и Veronique. Пуски проводились на станциях ракетного зондирования «Волгоград» (48° с.ш.) и на о. Хейса (Земля Франца-Иосифа, 81° с.ш.), на полигоне в Тумбе (Индия, геомагнитный экватор), а также на французских полигонах в Ландах (Юго-запад Франции, 44° с.ш.) и в Куру (Французская Гвиана, 14° с.ш.). Кроме того, большое количество пусков было проведено с бортов научно-исследовательских судов Росгидромета «Профессор Зубов» и «Профессор Визе» в Атлантическом океане в диапазоне широт от 38° ю.ш. до 71° с.ш.. Всего за указанный период было осуществлено более 200 результативных экспериментов в различных гелиогеофизических условиях.
За годы эксплуатации ракетного комплекса (1964—1997) с помощью метеоракет МР-12 и их последующих модификаций МР-25 и МР-20 было осуществлено свыше 1200 пусков ракет с научной аппаратурой, в том числе свыше 100 запусков на высоты, превышающие 200 км.
Перечень пусков МР-12, МР-20 и МР-25 приведен на сайте Encyclopedia Astronautica. © Mark Wade, 1997—2008